# Phalloceros aspilos
Espèce
Synonymes
Phalloceros aspilos est une espèce de poissons de la famille des Poeciliidae.

## Étymologie
Phalloceros : du grec phallos = pénis et du grec keras = corne ; aspilos : du grec, signifiant (aspilos) inoxydable, sans taches ; faisant allusion à l'absence de tache latérale.